# Fagopyrum kashmirianum
Fagopyrum kashmirianum är en slideväxtart som beskrevs av A.H. Munshi. Fagopyrum kashmirianum ingår i släktet boveten, och familjen slideväxter. Inga underarter finns listade i Catalogue of Life.